# Волтер Бентон
Во́лтер Ба́рні Бе́нтон (англ. Walter Barney Benton; 9 вересня 1930, Лос-Анджелес, Каліфорнія — 14 серпня 2000, там само) — американський джазовий саксофоніст (тенор).

## Біографія
Народився 9 вересня 1930 року в Лос-Анджелесі (штат Каліфорнія). Його батько грав на саксофоні, а сестра на фортепіано. Почав грати на саксофоні під час навчання у вищій школі. Грав в армійських гуртах під час служби у Форт-Льюїсі, Вашингтон (1950—52), грав в Йокогамі, Японія (1953). В Лос-Анджелесі записувався з Кенні Кларком, а також джем-сесії з Кліффордом Брауном-Максом Роучем (1954).
Грав з Пересом Прадо (1954—57), включаючи гастролі в Азії (1956). Виступав час від часу в Лос-Анджелесі (1957—59), потім очолив власний гурт у Нью-Йорку (1959—61). У 1960 році записав свій єдиний альбом як соліст на лейблі Jazzland під назвою Out of This World з Вінтоном Келлі, Полом Чемберсом і Фредді Габбардом. Також грав і записувався з Роучем, Еббі Лінкольн, Джуліаном Прістером у Нью-Йорку, перед тим як повернувся до Лос-Анджелесу (1961). Грав з Джеральдом Вілсоном у 1960-х роках. Записувався з Джоном Андерсоном (1966).
Помер 14 серпня 2000 року у віці 69 років у Лос-Анджелесі.

## Дискографія
- Out of This World (Jazzland, 1960)